# Charles Kurland
Charles Gabriel Kurland, född 14 januari 1936, är amerikansk-svensk biokemist och molekylärbiolog.
Kurland blev Ph.D. i biokemi vid Harvard University 1961, var därefter postdoc vid mikrobiologiska institutionen vid Köpenhamns universitet och blev 1971 professor i molekylärbiologi vid Uppsala universitet. Han har under senare år också varit knuten till Lunds universitet.
Hans forskning gäller bakteriers molekylärbiologi, bland annat ribosomens biokemi och biofysik, där han framför allt har forskar på E. coli. Han har också forskat inom mikrobiologisk ekologi.
Kurland invaldes 1988 som utländsk ledamot av Kungliga Vetenskapsakademien, och överfördes 2002 till kategorin svenska ledamöter. Han är också ledamot av Kungliga Vetenskaps-Societeten i Uppsala, Kungliga Fysiografiska Sällskapet i Lund, Det Kongelige Danske Videnskabernes Selskab och Estniska vetenskapsakademin.